# Neues Volk
Neues Volk (in italiano: "Nuovo popolo") era una rivista mensile dell'Ufficio della politica razziale (Rassenpolitisches Amt der NSDAP) della Germania nazista.

## Storia
Fondata nel 1933 da Walter Gross (leader dell'ufficio della politica razziale del partito nazista), Neues Volk era una rivista illustrata per le masse: nel 1938 aveva una tiratura di circa 300 000 copie al mese. Nelle illustrazioni si esaltava la superiorità della nuova comunità, la cosiddetta razza ariana. Questo progetto del regime nazista aveva come obbiettivo primario quello di denigrare ebrei, polacchi, persone con handicap a livello fisico e mentale e altri gruppi ritenuti inferiori.
La rivista cessò le pubblicazioni nel 1944.

## Contenuti della rivista
La parola "Volk", in italiano "popolo", era utilizzata dall'ufficio razziale per designare tutti gli individui di stirpe tedesca, che vivevano nel Reich, oppure legati alla nazione.

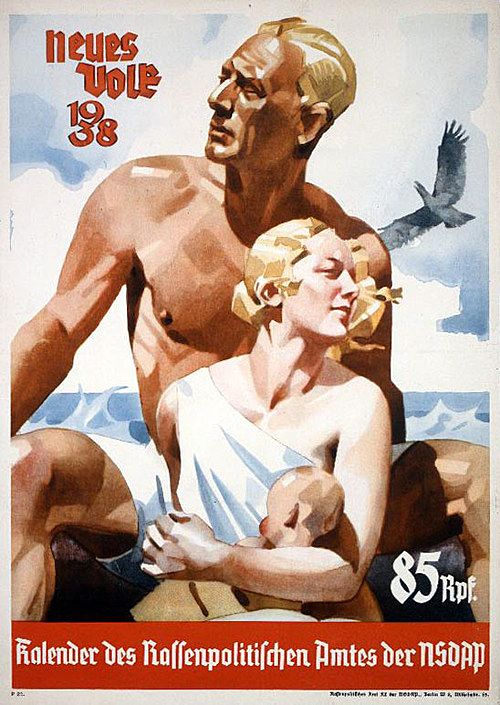
Ludwig Hohlwein (1874-1949) illustra l'ideale famiglia ariana.

La rivista mirava alla propaganda dell’ideologia nazista, esaltando le virtù della "razza ariana".
Per incentivare la crescita demografica sia il Führer che altri capi di stato tedeschi si erano proposti come diventare padrini onorari di neonati in famiglie numerose. Questo argomento fu trattato nel numero di aprile 1935, in cui viene riportata una lettera nella quale si descive appunto la procedura. L'avere come padrino il capo del governo non forniva agevolazioni finanziarie ma faceva sperare in un'attenzione particolare nei confronti del figlioccio.
L'idea della razza germanica pura era esemplificata da copertine come quella realizzata da Ludwig Hohlwein per il calendario 1938 della rivista e dell'ufficio della politica razziale (NSDAP). L'immagine ad acquerello ritrae una famiglia "ariana" con capelli biondi e carnagione chiara. Le figure sono disposte gerarchicamente: l'uomo è posto dietro la figura femminile a protezione della famiglia; la madre tiene in braccio il figlio per simboleggiare l'importanza dell'aumento della popolazione.
Nel numero di maggio 1939, che ebbe una tiratura di 300 000 copie, fu promosso il concetto di eugenetica, della quale il partito nazista era sostenitore. L’articolo che trattava tale argomento era intitolato Donne a cui non è permesso di diventare madri e promuoveva la sterilizzazione delle donne geneticamente malate. La rivista sosteneva che le persone affette da problemi mentali o fisici fossero un grande peso economico per la società e che fossero anche un pericolo per il mantenimento di una popolazione sana. Il partito nazista sosteneva infatti che il sostentamento di una persona portatrice di handicap costasse 60 000 marchi nell'arco della sua vita.
Nel numero del marzo del 1941 venne illustrato il divieto dei matrimoni misti in un articolo incentrato su una madre che aveva richiesto il matrimonio per la figlia, rimasta incinta di un cinese. La richiesta le era stata respinta, in quanto un individuo di nazionalità tedesca non poteva sposare un individuo di un'altra nazionalità.